# Gian Luca Galletti
Gian Luca Galletti (ur. 15 lipca 1961 w Bolonii) – włoski ekonomista i polityk, deputowany, w latach 2014–2018 minister środowiska.

## Życiorys
Ukończył studia ekonomiczne na Uniwersytecie Bolońskim. Po uzyskaniu uprawnień zawodowych od 1989 praktykował jako biegły rewident i doradca podatkowy. W latach 1990–2009 zasiadał w radzie miejskiej w Bolonii, od 1999 do 2004 był asesorem ds. budżetu, planowania gospodarczego i majątku w zarządzie miasta. Od 2003 do 2005 wchodził w skład ministerialnej komisji ds. reformy finansów publicznych. W latach 2005–2006 był radnym regionu Emilia-Romania.
Został działaczem centrowych partii chadeckich, w tym Unii Chrześcijańskich Demokratów i Centrum i następnie federacyjnej Unii Centrum. W latach 2006–2013 sprawował mandat posła do Izby Deputowanych XV i XVI kadencji. Pełnił m.in. funkcję przewodniczącego frakcji poselskiej swojego ugrupowania. W 2013 objął stanowisko podsekretarza stanu w resorcie edukacji w gabinecie Enrica Letty.
21 lutego 2014 kandydat na premiera Matteo Renzi ogłosił jego nominację na urząd ministra środowiska w swoim nowo tworzonym rządzie. Utrzymał to stanowisko również w powołanym w grudniu 2016 gabinecie Paola Gentiloniego. Funkcję tę pełnił do 1 czerwca 2018.